# Festival Internacional de Cine de Venecia de 1994
La 51.ª edición del Festival Internacional de Cine de Venecia tuvo lugar entre el 1 y el 12 de septiembre de 1994.

## Jurados
Las siguientes personas fueron seleccionadas para formar parte del jurado de esta edición:
Sección oficial
- David Lynch (presidente)
- Olivier Assayas
- Margherita Buy
- Gaston Kaboré
- Nagisa Oshima
- David Stratton
- Uma Thurman
- Mario Vargas Llosa
- Carlo Verdone

## Películas

### Selección oficial

#### En Competición
Las películas siguientes compitieron para el León de Oro:
| Título en España                                    | Título original                                       | Director(es)       | País                                                 |
| --------------------------------------------------- | ----------------------------------------------------- | ------------------ | ---------------------------------------------------- |
| Seis días, seis noches                              | À la folie                                            | Diane Kurys        | Francia                                              |
| Antes de la lluvia                                  | Pred doždot                                           | Milcho Manchevski  | France, Reino Unido, Macedonia                       |
| El toro                                             | Il toro                                               | Carlo Mazzacurati  | Italia                                               |
| Le cri du coeur                                     | Le cri du coeur                                       | Idrissa Ouédraogo  | Francia, Burkina Faso                                |
| Criaturas celestiales                               | Heavenly Creatures                                    | Peter Jackson      | Nueva Zelanda                                        |
| Días de sol                                         | Yángguāng cànlàn de rìzi                              | Jiang Wen          | China                                                |
| Lamerica                                            | Lamerica                                              | Gianni Amelio      | Italia                                               |
| Vida e insólitas aventuras del soldado Iván Chomkin | Zivot a neobycejna dobrodruzstvi vojaka Ivana Conkina | Jiří Menzel        | Rusia, República Checa, Francia, Reino Unido, Italia |
| Little Odessa                                       | Little Odessa                                         | James Gray         | Estados Unidos                                       |
| Magic Hunter                                        | Büvös vadász                                          | Ildikó Enyedi      | Canadá, Hungría                                      |
| Asesinos natos                                      | Natural Born Killers                                  | Oliver Stone       | Estados Unidos                                       |
| Il branco                                           | Il branco                                             | Marco Risi         | Italia                                               |
| Pigalle                                             | Pigalle                                               | Karim Dridi        | Francia                                              |
| Una sombra ya pronto serás                          | Una sombra ya pronto serás                            | Héctor Olivera     | Argentina                                            |
| Somebody to Love                                    | Somebody to Love                                      | Alexandre Rockwell | Estados Unidos                                       |
| La teta y la luna                                   | La teta y la luna                                     | Bigas Luna         | España                                               |
| Two Brothers, My Sister                             | Três Irmãos                                           | Teresa Villaverde  | Portugal                                             |
| Vive L'Amour                                        | Vive L'Amour                                          | Tsai Ming-liang    | Taiwán                                               |

#### Fuera de competición
Las películas siguientes fueron seleccionadas para ser exhibidas fuera de competición:
Largometrajes
| Título en español     | Título original                   | Director(es) | País           |
| --------------------- | --------------------------------- | ------------ | -------------- |
| Balas sobre Broadway  | Bullets Over Broadway             | Woody Allen  | Estados Unidos |
| Dichiarazioni d'amore | Dichiarazioni d'amore             | Pupi Avati   | Italia         |
| Génesis: La Biblia    | Genesi: La creazione e il diluvio | Ermanno Olmi | Italia         |

Homenaje a Massimo Troisi
| Título en español           | Título original | Director(es)    | País   |
| --------------------------- | --------------- | --------------- | ------ |
| El cartero (y Pablo Neruda) | Il postino      | Michael Radford | Italia |

Eventos especiales
| Título en español | Título original | Director(es)             | País |
| ----------------- | --------------- | ------------------------ | ---- |
| Martha            | Martha          | Rainer Werner Fassbinder | RFA  |

#### Eventos especiales
Las películas siguientes fueron seleccionadas para ser exhibidas como eventos especiales:
Largometrajes
| Título en español          | Título original            | Director(es)       | País           |
| -------------------------- | -------------------------- | ------------------ | -------------- |
| Du bringst mich noch um    | Du bringst mich noch um    | Wolfram Paulus     | Austria        |
| Águilas no cazan moscas    | Águilas no cazan moscas    | Sergio Cabrera     | Colombia       |
| Amnesia                    | Amnesia                    | Gonzalo Justiniano | Chile          |
| El jardín del edén         | El jardín del edén         | María Novaro       | México         |
| I pavoni                   | I pavoni                   | Luciano Manuzzi    | Italia         |
| Las pesadillas de Jason    | Jason's Lyric              | Doug McHenry       | Estados Unidos |
| Veja Esta Canção           | Veja Esta Canção           | Carlos Diegues     | Brasil         |
| Words Upon the Window Pane | Words Upon the Window Pane | Mary McGuckian     | Irlanda        |

#### Notti Veneziane
Las siguientes películas fueron exhibidas en la edición de Notti Veneziane:
| Título en España        | Título original           | Director(es)                                | País           |
| ----------------------- | ------------------------- | ------------------------------------------- | -------------- |
| Cautivos                | Captives                  | Angela Pope                                 | Reino Unido    |
| Peligro inminente       | Clear and Present Danger  | Phillip Noyce                               | Estados Unidos |
| Love and Human Remains  | Love and Human Remains    | Denys Arcand                                | Canadá         |
| Metal Skin              | Metal Skin                | Geoffrey Wright                             | Australia      |
| Kon Ichikawa's 47 Ronin | Shijushichinin no shikaku | Kon Ichikawa                                | Japón          |
| La noche y el momento   | The Night and the Moment  | Anna Maria Tatò                             | Reino Unido    |
| True Lies               | True Lies                 | James Cameron                               | Estados Unidos |
| Lobo                    | Wolf                      | Mike Nichols                                | Estados Unidos |
| Woodstock Diary         | Woodstock Diary           | Chris Hegedus, Erez Laufer, D.A. Pennebaker | Estados Unidos |
| Forrest Gump            | Forrest Gump              | Robert Zemeckis                             | Estados Unidos |

#### Finestra sulle Immagini
Las siguientes películas fueron exhibidas en la edición de Finestra sulle Immagini:
Largometrajes
| Título en España                    | Título original                     | Director(es)                   | País           |
| ----------------------------------- | ----------------------------------- | ------------------------------ | -------------- |
| Die Stimme des Igels                | Die Stimme des Igels                | Jochen Kuhn                    | Alemania       |
| Enastros tholos                     | Enastros tholos                     | Kostas Aristopoulos            | Grecia         |
| Everynight... Everynight            | Everynight... Everynight            | Alkinos Tsilimidos             | Australia      |
| Limita                              | Limita                              | Denis Evstigneev               | Rusia          |
| Loaded                              | Loaded                              | Anna Campion                   | Reino Unido    |
| Mil e Uma                           | Mil e Uma                           | Suzana de Moraes               | Brasil         |
| Oublie-moi                          | Oublie-moi                          | Noémie Lvovsky                 | Francia        |
| Riget                               | Riget                               | Lars von Trier, Morten Arnfred | Dinamarca      |
| S.F.W.                              | S.F.W.                              | Jefery Levy                    | Estados Unidos |
| Guerreros de antaño                 | Once Were Warriors                  | Lee Tamahori                   | Nueva Zelanda  |
| Strane storie                       | Strane storie                       | Sandro Baldoni                 | Italia         |
| Tsahal                              | Tsahal                              | Claude Lanzmann                | Francia        |
| Uno a me, uno a te e uno a Raffaele | Uno a me, uno a te e uno a Raffaele | Jon Jost                       | Alemania       |
| Vania en la calle 42                | Vanya on 42nd Street                | Louis Malle                    | Estados Unidos |

Mediometrajes
| Título original                        | Director(es)    | Duración | País           |
| -------------------------------------- | --------------- | -------- | -------------- |
| Arisha, der Bär und der steinerne Ring | Wim Wenders     | 31'      | Francia        |
| Only the Brave                         | Ana Kokkinos    | 59'      | Australia      |
| Voilà                                  | Bruno Podalydès | 35'      | Francia        |
| Paradjanov: A Requiem                  | Ron Holloway    | 59'      | Estados Unidos |

Cortometrajes
| Título original                      | Director(es)       | Duración | País           |
| ------------------------------------ | ------------------ | -------- | -------------- |
| Antonio Mastronunzio pittore sannita | Mario Martone      | 13'      | Italia         |
| Au bord du lac                       | Patrick Bokanowski | 6'       | Francia        |
| Avondale Dogs                        | Gregor Nicholas    | 15'      | Italia         |
| Borderland                           | Dominic Lees       | 19'      | España         |
| C'è nessuno!?                        | Maurizio Casula    | 1'       | Italia         |
| D'estate                             | Juan Carlos Rulfo  | 15'      | Argentina      |
| Diário Noturno                       | Monique Gardenberg | 25'      | Brasil         |
| Dov'è Yankel?                        | Paolo Rosa         | 13'      | Italia         |
| És tard                              | Marc Recha         | 10'      | España         |
| Festa                                | Carlo A. Sigon     | 10'      | Italia         |
| Histoires de Franche-Comté           | Béatrice Romand    | 35'      | Francia        |
| La Fiancée attendue                  | Béatrice Romand    | 20'      | Francia        |
| L'amour dix ans...                   | Philippe Cogney    | 18'      | Francia        |
| La sveglia                           | Marco Turco        | 12'      | Italia         |
| Mass Memory                          | Theo Eshetu        | 9'       | Italia         |
| Roig                                 | Teresa Pelegrí     | 11'      | España         |
| Scarafaggi                           | Arnaldo Catinari   | 11'      | Italia         |
| Seven Days Under Mavis               | Anna Johnson       | 28'      | Australia      |
| Sheriff Street Kids                  | Martyn Hone        | 26'      | Reino Unido    |
| Steadicam                            | Mario Canale       | 13'      | Italia         |
| The Coriolis Effect                  | Louis Venosta      | 33'      | Estados Unidos |
| The Stream                           | Garry Lane         | 9'       | Alemania       |
| Tou Eiffel                           | Veit Helmer        | 10'      | Alemania       |

Animación
| Título original                      | Director(es)               | País           |
| ------------------------------------ | -------------------------- | -------------- |
| Andando controvento by Carla Accardi | Francesca Ravello de Santi | Italia         |
| Chiome d'oro                         | Klaartje Schrijvers        | Bélgica        |
| Duckman                              | Paul Demeyer               | Estados Unidos |
| El-Macho                             | Ennio Torresan             | Brasil         |
| I ja tebe volim                      | Josko Marusic              | Croacia        |
| Mrs. Matisse                         | Debra Solomon              | Suecia         |
| Seers & Clowns                       | Faith Hubley               | Estados Unidos |
| The Sound of Music                   | Phil Mulloy                | Estados Unidos |

### Secciones independientes

#### Semana de la crítica Internacional
Las películas siguientes fueron seleccionadas para la 8.ª Semana Internacional de la Crítica del Festival de Cine de Venecia:
| Título en España                                  | Título original                                   | Director(es)       | País            |
| ------------------------------------------------- | ------------------------------------------------- | ------------------ | --------------- |
| Accumulator 1                                     | Akumulátor 1                                      | Jan Sverák         | República Checa |
| Cracking Up                                       | Cracking Up                                       | Matt Mitler        | Estados Unidos  |
| Don't Get Me Started                              | Don't Get Me Started                              | Arthur Ellis       | Reino Unido     |
| Doroga v ray                                      | Doroga v ray                                      | Vitalij Moskalenko | Rusia           |
| Frankie, Jonny und die anderen... Schattenkämpfer | Frankie, Jonny und die anderen... Schattenkämpfer | Hans-Erich Viet    | Alemania        |
| Ilayum Mullum                                     | Ilayum Mullum                                     | K.P. Sasi          | India           |
| Iron Horsemen                                     | Iron Horsemen                                     | Gilles Charmant    | Finlandia       |
| Passé-Composé                                     | Passé-Composé                                     | Françoise Romand   | Francia         |
| That Eye, the Sky                                 | That Eye, the Sky                                 | John Ruane         | Australia       |

#### Panorama Italiano[10]
| Título original                 | Director(es)             |
| ------------------------------- | ------------------------ |
| Anime fiammeggianti             | Davide Ferrario          |
| Anni ribelli                    | Rosalia Polizzi          |
| Da qualche parte in città       | Michele Sordillo         |
| Ladri di cinema                 | Piero Natoli             |
| La vera vita di Antonio H.      | Enzo Monteleone          |
| Portami via                     | Gianluca Maria Tavarelli |
| Tutti gli anni una volta l'anno | Gianfrancesco Lazotti    |

### Retrospectivas
Comici Americani Dimenticati (1932-1942)
Retrospectiva sobre del cine de la Europa del Este entre 1932 y 1942.
| Título original        | Año  | Director(es)      |
| ---------------------- | ---- | ----------------- |
| Call of the Cuckoo     | 1927 | Clyde Bruckman    |
| Dog days               | 1925 | Robert F. McGowan |
| Dogs of War!           | 1923 | Robert F. McGowan |
| Fresh paint            | 1920 | Charley Chase     |
| Jungle Heat            | 1927 | Stephen Roberts   |
| Ship ahoy              | 1919 | Charley Chase     |
| Sweedie Learns to Swim | 1914 | Charley Chase     |

Retrospectiva de King Vidor
| Título en español            | Título original              | Año   |
| ---------------------------- | ---------------------------- | ----- |
| Bardelys el magnífico        | Bardelys the Magnificent     | 1926  |
| Bud's Recruit (corto)        | Bud's Recruit (corto)        | 1917  |
| Conquering the Woman (corto) | Conquering the Woman (corto) | 1922  |
| Aleluya                      | Hallelujah!                  | 1929  |
| Hapiness                     | Hapiness                     | 1924  |
| His Hour                     | His Hour                     | 1924  |
| Vida bohemia                 | La Boheme                    | 1926  |
| El amor nunca muere          | Love Never Dies              | 1921  |
| Tin-Tin de mi corazón        | Peg o' My Heart              | 1922  |
| Poor relations               | Poor relations               | 1919  |
| Orgullo de hidalgo           | Proud Flesh                  | 1925  |
| Espejismos                   | Show People                  | 1928  |
| El gran desfile              | The Big Parade               | 1925  |
| Y el mundo marcha            | The Crowd                    | 1928  |
| El honor de la familia       | The Family Honor             | 1920  |
| El hombre de la navaja       | The Jack-Knife Man           | 1920  |
| The other half               | The other half               | 19191 |
| La que paga el pato          | The Patsy                    | 1928  |
| The real adventure (corto)   | The real adventure (corto)   | 1922  |
| La fe de los valientes       | The Sky Pilot                | 1921  |
| Three wise fools             | Three wise fools             | 1923  |
| Vino de juventud             | Wine of Youth                | 1924  |
| Una flor del camino          | Wild Oranges                 | 1924  |

## Premios

### Sección oficial-Venecia 51
Las siguientes películas fueron premiadas en el festival:
- León de Oro a la mejor película: 
  - Before the Rain de Milčo Mančevski
  - Vive L'Amour de Tsai Ming-liang
- León de Plata:
  - Criaturas celestiales de Peter Jackson
  - Little Odessa  de James Gray
  - Il toro de Carlo Mazzacurati
- Premio especial del jurado: Asesinos natos de Oliver Stone
- Premio Osella al mejor director: Gianni Amelio por Lamerica
- Copa Volpi al mejor actor: Xia Yu por Días de sol
- Copa Volpi a la mejor actriz: Maria de Medeiros por Two Brothers, My Sister
- Copa Volpi al mejor actor de repartoː Roberto Citran por Il toro
- Copa Volpi a la mejor actriz de repartoː Vanessa Redgrave por Little Odessa
- Premio Osella a la mejor fotografía: Christopher Doyle por Ashes of Time
- Premio Osella al mejor guion: Bigas Luna, Cuca Canals por La teta y la luna
- León de Oro a la trayectoria: 
  - Al Pacino
  - Suso Cecchi d'Amico
  - Ken Loach
- Medalla de oro del Presidente del Senado italiano: Jiří Menzel por Vida e insólitas aventuras del soldado Iván Chomkin

### Otros premios
Las siguientes películas fueron premiadas en otros premios de la edición: 
- Premio FIPRESCI: 
  - Before the Rain de Milčo Mančevski
  - Vive L'Amour de Tsai Ming-liang
- Premio OCIC: Lamerica de Gianni Amelio
- Golden Ciak: La bella vita de Paolo Virzì